# Coupe des ligues européennes
La Coupe des ligues européennes est une ancienne compétition internationale de club de hockey sur glace, organisée lors des saisons 1994-95 et 1995-96. Elle opposait les meilleures équipes de quatre ligues composées de clubs venant d'Autriche, du Danemark, de France, d'Italie, des Pays-Bas et de Slovénie. Après deux saisons elle disparaît à la suite de la mise en place de la Ligue européenne de hockey.

## Historique
En 1991, l'Alpenliga voit le jour. Il s'agit d'une ligue internationale opposant des clubs autrichiens, italiens et slovènes.
Pour la saison 1994-95, l'Alpenliga est composée de clubs de l'Ouest de l'Autriche et du nord-Ouest de l'Italie auxquelles s'ajoutent des équipes venant des Alpes françaises. Trois nouvelles ligues sont également créées. Il s'agit de :
- la Ligue Atlantique, composée de clubs danois, néerlandais et du nord de la France,
- la Ligue Adriatique, composée de clubs du sud de l'Autriche et du nord-est de l'Italie et l'Ouest de la Slovénie,
- la Ligue Danube, composée de clubs de l'est de l'Autriche et de Slovénie.

Les meilleures équipes de chacune de ces ligues sont ensuite rassemblées au sein d'un tournoi final, la Coupe des ligues européennes. Les italiens du HC Bolzano, mené par Jaromír Jágr, s'impose en finale face aux Dragons de Rouen 12-8 sur l'ensemble des rencontres.
La saison suivante, les ligues Adriatique et Danube disparaissent et l'Alpenliga reprend son cours avec son propre tournoi final sans prendre en compte les équipes de la Ligue Atlantique. Les Dragons de Rouen, vainqueur de la Ligue Atlantique, convainquent le VEU Feldkirch, champion de l'Alpenliga, de jouer la finale. Les Dragons remportent le titre 12-5, scores cumulés.
Avec la mise en place de la Ligue européenne de hockey lors de la saison 1996-1997, la coupe des ligues européennes est condamné à disparaître. L'Alpenliga continue d'exister jusqu'en 1999, année où elle est remplacée par l'Interliga à la suite du remplacement des clubs italiens par des clubs hongrois.

## Palmarès
| Saison    | Coupe des Ligues européennes | Coupe des Ligues européennes | Coupe des Ligues européennes | Ligue Alpine  | Ligue Atlantique | Ligue Adriatique | Ligue Danube |
| Saison    | Vainqueur                    | Scores                       | Finaliste                    | Ligue Alpine  | Ligue Atlantique | Ligue Adriatique | Ligue Danube |
| --------- | ---------------------------- | ---------------------------- | ---------------------------- | ------------- | ---------------- | ---------------- | ------------ |
| 1994-1995 | HC Bolzano                   | 7-5; 5-3                     | Dragons de Rouen             | HC Courmaosta | Dragons de Rouen | HC Bolzano       | EC Graz      |
| 1995-1996 | Dragons de Rouen             | 5-2; 7-3                     | VEU Feldkirch                | VEU Feldkirch | Dragons de Rouen | non jouée        | non jouée    |